# Phương trình Kapustinskii
Phương trình Kapustinskii nhằm tính toán năng lượng mạng tinh thể UL cho một tinh thể ion vốn rất khó xác định về mặt thực nghiệm. Phương trình được đặt theo tên nhà hóa học Xô Viết Anatoli Fedorovich Kapustinskii, người công bố công thức vào năm 1956.
{\displaystyle U_{L}={K}\cdot {\frac {\nu \cdot |z^{+}|\cdot |z^{-}|}{r^{+}+r^{-}}}\cdot {\biggl (}1-{\frac {d}{r^{+}+r^{-}}}{\biggr )}}
| Trong đó | K = 1,20200×10−4 J·m·mol−1                                                     |
|          | d = 3,45×10−11 m                                                               |
|          | ν là số ion trong công thức thực nghiệm                                        |
|          | z+ và z− lần lượt là số điện tích cơ bản của cation và anion                   |
|          | r+ và r− lần lượt là bán kính của cation và anion tính theo thứ nguyên là mét. |

Công thức trên cho các kết quản năng lượng mạng tinh thể sát với thực tế; sai số so với giá trị thực trong hầu hết các trường hợp dưới 5%.
Người ta có thể xác định bán kính ion (hay đúng hơn là bán kính nhiệt hóa học) bằng phương trình Kapustinskii khi biết năng lượng mạng tinh thể. Điều này hữu ích cho các ion khá phức tạp như sunfat (SO2−
4) hoặc phosphat (PO3−
4).

## Đạo hàm phương trình Born–Landé
Kapustinskii ban đầu đề xuất dạng cơ bản mà ông cho rằng "liên quan đến các khái niệm cổ xưa về đặc tính của lực đẩy".
{\displaystyle U_{L}={K'}\cdot {\frac {\nu \cdot |z^{+}|\cdot |z^{-}|}{r^{+}+r^{-}}}}
Trong công thức này, K '= 1,079 ×10−4 J·m·mol−1. Dạng này của phương trình Kapustinskii có thể được suy ra dưới dạng xấp xỉ của phương trình Born–Landé:
{\displaystyle U_{L}=-{\frac {N_{A}Mz^{+}z^{-}e^{2}}{4\pi \epsilon _{0}r_{0}}}\left(1-{\frac {1}{n}}\right)}
Kapustinskii thay thế r0, khoảng cách đo giữa các ion, bằng tổng bán kính ion tương ứng. Ngoài ra, số mũ Born (kí hiệu là n) được giả thiết có giá trị trung bình là 9. Cuối cùng, Kapustinskii lưu ý rằng hằng số Madelung, M, xấp xỉ 0,88 lần số lượng ion trong công thức thực nghiệm. Đạo hàm của dạng phương trình Kapustinskii cơ bản, bắt đầu từ việc xử lý hóa học lượng tử và kết thúc là nhân tử 1 − d/r0 trong đó d được định nghĩa ở trên. Thay thế r0 như trước sẽ cho phương trình Kapustinskii đầy đủ.

## Sách tham khảo
- Kapustinskii AF; Z. Vật lý. Hóa. Abt. B Không   22, 1933, trang.   257   ff.
- Kapustinskii AF; Zhur. Fiz. Khim. Không   5, 1943, trang.   59   ff.